# زندگی به شرط خنده
زندگی به شرط خنده نام مجموعه طنزی به کارگردانی مهدی مظلومی است که در سال ۸۴ و ۸۵ از شبکه تهران پخش شده و تا به امروز از شبکه‌های مختلف تلویزیون ایران بازپخش گردیده است.

## خلاصه داستان
در خانه‌ای که صاحب آن در خارج از کشور به سر می‌برد افرادی زندگی می‌کنند که هر کدام برای خود مشکلات و آرزوهایی دارند. در این میان خشایار (پیرمرد سودجو و پول‌دوستی که وظیفه مراقبت ازخانه را بر عهده دارد) در نبود صاحبخانه آن رابه گروه‌های مختلف فیلمبرداری اجاره می‌دهد.

## بازیگران
- حمید لولایی
- یوسف تیموری
- علی صادقی
- سحر ولدبیگی
- بهنوش بختیاری
- خشایار راد
- رضا داوودنژاد
- کتایون امیرابراهیمی